# ガンドルフォ城
座標: 北緯41度44分50秒 東経12度39分01秒 / 北緯41.7471度 東経12.6503度

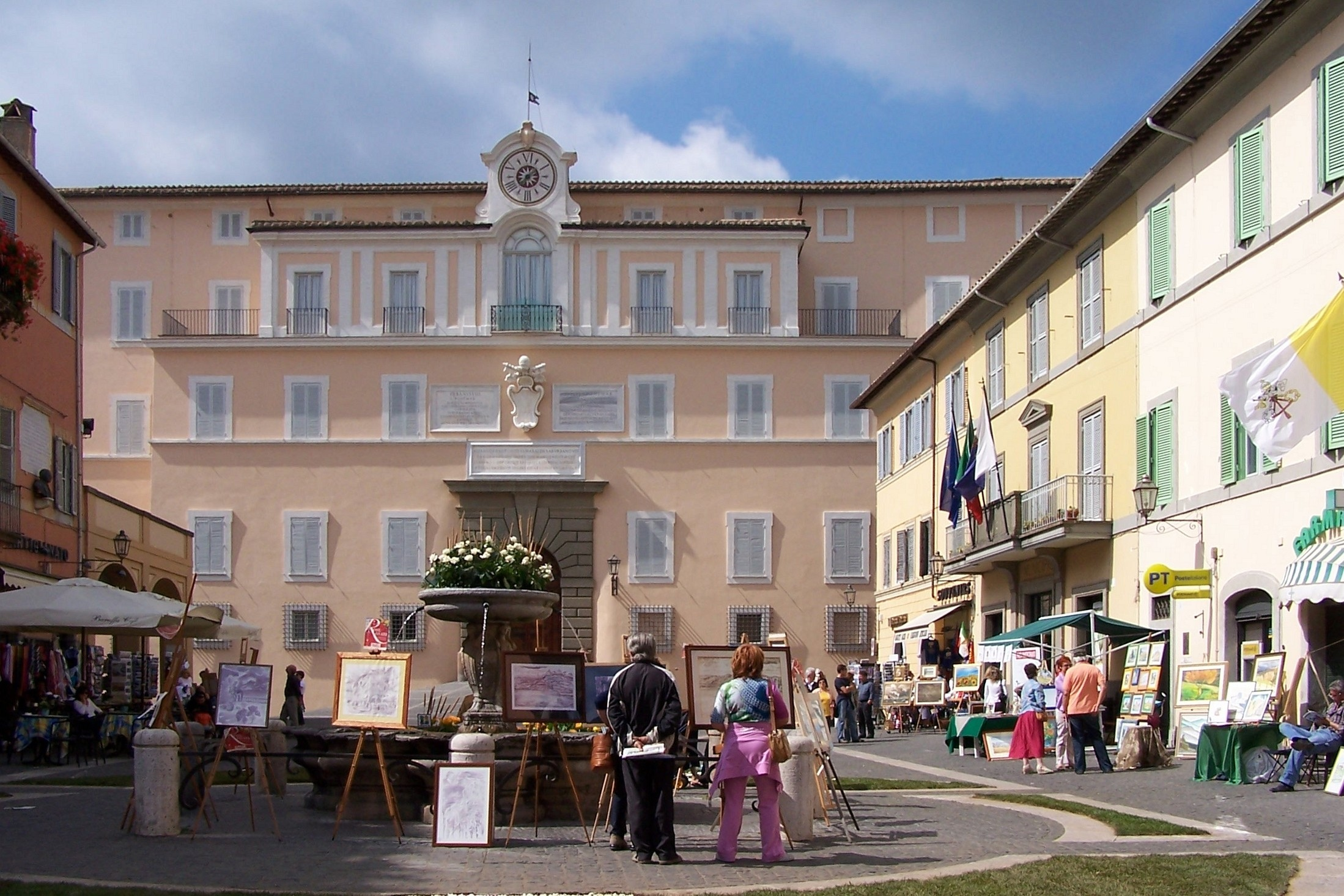
宮殿の正面

ガンドルフォ城（カステル・ガンドルフォ、イタリア語: Castel Gandolfo）は、イタリア共和国ローマ県カステル・ガンドルフォ町（イタリア語表記は同じ）にある城。教皇宮殿（Palazzo Pontificio あるいは Palazzo Apostolico）と呼ばれ、多くの教皇が避暑目的に訪れていたが、2016年10月からは博物館になった。

## 教皇の避暑地として
ウルバヌス8世の頃に教皇の宮廷が建設され始め、1870年までは拡張され続けて教皇の夏の別荘になっていた。しかし教皇国家の終焉とともにそれをもたらしたイタリア国家への抵抗を示すため、以降の教皇達はバチカンへ「ひきこもり」、他の宮廷は手放した。
1929年、バチカン市国の誕生とともに、ガンドルフォ城にある教皇の別荘群は教皇の特別領土でピウス11世の財産であるとされ、教皇達の避暑地に戻った。以後、教皇たちは例年7月から8月のあいだの約1ヶ月程度のあいだ（スケジュールの関係で年によって時期や期間は異なる）、休暇と避暑のために訪れていた。パウロ6世のように当地で没した教皇もいる。また2013年2月に教皇の辞任を行ったベネディクト16世の引退直後の一時滞在先としても供され、後任のフランシスコとの初会談の場ともなった。
現在はチーボ荘（Villa Cybo）とバルベリーニ荘（Villa Barberini）の庭園とともに、約55ヘクタールに広がる別荘や農園を形成している。農園からは毎朝教皇宮殿に野菜・果物・牛乳・鶏肉等の食材が届けられ、教皇をはじめとした教皇庁職員に供される。余剰品（例えば牛乳は1日約1キロリットルの生産量）はバチカン内のマーケットや近隣の商店にも流通する。

## 観光地・博物館に
2013年5月にベネディクト16世がバチカンに戻り、大きな変化が訪れる。フランシスコは同年夏に滞在しないことを6月に発表、7月と8月にそれぞれ日帰りで来訪するにとどまり、以後は当地を訪れていない。しかしフランシスコは自身が滞在しない代わりに内部を公開をすることを決断した。まず2014年春にバルベリーニ荘の庭園が散策できるようになった。バチカン美術館主催のツアーに申し込むと見学することができる。さらに2015年秋には城の一部を改装して博物館として供し、加えてバチカンからの観光列車が近くのカステル・ガンドルフォ駅まで運行されるようになった。そして2016年10月22日、公開範囲が教皇の寝室を含めて拡大され、一般公開に供されるようになった。